# Andrew Lawrence-King

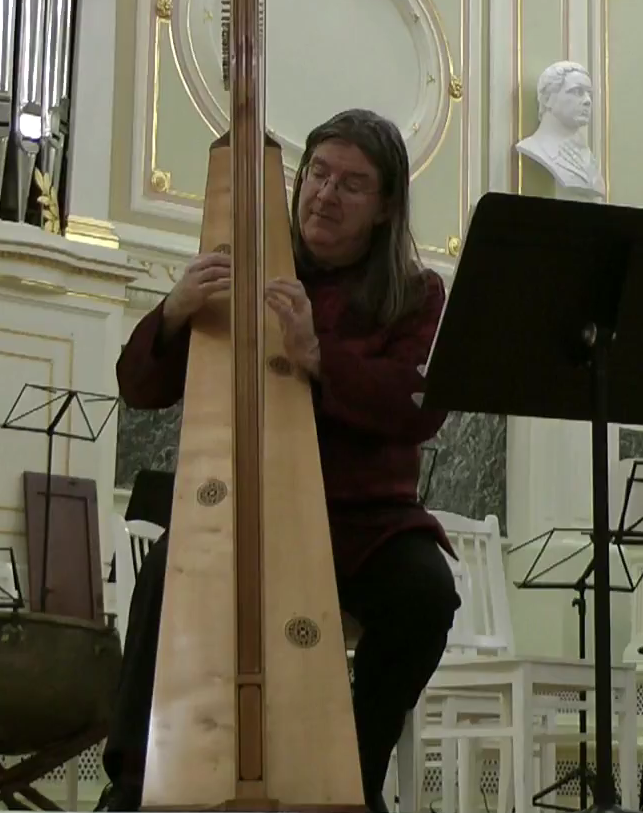
Andrew Lawrence-King, 2017

Andrew Lawrence-King (* 3. September 1959 auf der Insel Guernsey) ist ein englischer Solo-Harfenist, Continuo-Spieler und Dirigent.

## Leben
Seine Musikkarriere begann Lawrence-King als Hauptchorist an der Kathedrale und Pfarrkirche in Saint Peter Port auf der Insel Guernsey. Als 17-Jähriger erwarb er das „Licentiate of the Royal Academy of Music“-Diplom und gewann ein Orgelstipendium am Selwyn College in Cambridge. Nach seinem Abschluss in Mathematik vervollständigte er seine Musikstudien am Londoner Early Music Centre. Er studierte Gesang und Continuo unter anderem bei Emma Kirkby, Sir Roger Norrington und Nigel Rogers. Nach seinem Studium begann er eine internationale Laufbahn als Countertenor und als Continuo-Spieler. Er gilt als einer der führenden Künstler der Alten Musik.
Zu seiner Liebe zur Harfe kam er durch Zufall: Er war beim Harfenbauer Tim Hobrough zu einer Feier eingeladen, und in jener Nacht kaufte er sich seine erste Harfe – eine kleine mittelalterliche irische Harfe mit einem Dutzend Saiten. Weil es keine Schule gab, an der er Barockharfe lernen konnte, brachte er sich das Spiel selbst durch Quellenstudien der alten Techniken bei. Heute besitzt er eine große Sammlung Harfen, nachgebaut nach Originalen aus dem Mittelalter, der Renaissance und dem Barock.
In London entwickelte er sich schnell zu einem vielseitigen Continuo-Spieler (auf Harfe, Klavier, Psalter, Schlagzeug, Gitarre). Er spielte mit beinahe allen führenden Ensembles und hat über 100 Aufnahmen gemacht – von Troubadour-Gesängen über Musik für frühe Harfe bis zum Harfenkonzert von Georg Friedrich Händel.
1988 gründete er das Continuo-Ensemble Tragicomedi, welches er sechs Jahre mitgeleitet hat bei seinen gefeierten Wiederaufführungen früher Opern. 1994 dann bildete er sein eigenes Ensemble The Harp Consort. Dieses besteht aus Sängern und Instrumentalisten – Solisten in wechselnden Besetzungen entsprechend dem jeweils dargebotenen Repertoire. Lawrence-King wirkt auch international als Gastdirigent bei Aufführungen Alter Musik (insbesondere mit dem Ensemble L´Homme armée aus Florenz), als Solo-Harfenist und Begleiter (u. a. für Paul Hillier).
Er erhielt für seine Aufnahmen den Gramophone Award sowie den Edison-Preis, und für seine musikwissenschaftlichen Leistungen den Noah-Greenberg-Preis und den Preis der amerikanischen Händel-Gesellschaft. 1992 erhielt er den Erwin Bodky Award für Alte Musik.
Andrew Lawrence-King besitzt das Yachtmaster-Zertifikat und verbringt den größten Teil seiner Freizeit an Bord seiner Yacht Continuo. Er lebt in St. Peter Port auf Guernsey.

## Aufnahmen (Auswahl)
- Harp Music of the Italian Renaissance
- Carolan’s Harp (The Harp Consort)
- The Harp of Luduvicio
- Die Davidsharfe
- La Harpe Royale
- Italian Concerto (The Harp Consort)
- Ludus Danielis (The Harp Consort)
- Luz y Norte (The Harp Concert)
- Miracles of Notre Dame (The Harp Consort)
- Le Quatro Stagioni (The Harp Consort)